# Anouar Ben Gueddour
Anouar Ben Gueddour est un homme politique tunisien. Il est brièvement secrétaire d'État auprès du ministre du Transport et de l'Équipement, Slaheddine Malouche, en janvier 2011.

## Biographie

### Carrière politique
Membre un seul jour du gouvernement d'union nationale constitué après la révolution, il décide, le 18 janvier 2011, avec les deux autres ministres issus de l'Union générale tunisienne du travail, Houssine Dimassi et Abdeljelil Bédoui, de démissionner. Le même jour, Mustapha Ben Jaafar, d'Ettakatol, démissionne également.